# Acer mandshuricum
Acer mandshuricum é uma espécie de árvore do gênero Acer, pertencente à família Aceraceae.